# かんこ
かんこは、日本の女優。
岡山県出身。身長165cm。血液型B型。愛称は「かんこちゃん」「かんちゃん」。
殺陣・アクション・アクロバットを学び、階段落ちなどスタントも自身で演じ、吹替えのいらない本格的アクションもできる女優。

## 人物・略歴
- 兄と姉がいる[1]。
- 小学生の時に授業で走り高跳びを飛び、県大会に出場することに。ルールなど一切わからず審判に教えてもらい、一人はさみ飛びで飛び続け3位に入賞する。
- 走り高跳びの記録を知り、中学校の柔道部の先生に勧誘され柔道部へ入る。可愛らしいルックスの反面、有段者で岡山県大会では優勝、中国大会では準優勝、全国大会にも出場している。
- 作陽短期大学音楽科ミュージカル&ダンス専修卒業。
- 趣味：舞台・映画鑑賞、お菓子作り、アウトドア(バイク、キャンプ、ゴルフ、釣り、登山、スポーツetc...)
- 免許・資格：普通自動車/普通自動二輪/書道2段/簿記2級/情報処理2級/ワープロ2級/電卓2級/潜水士/CMAS 1STAR DIVER/NESTAトレーナー/AFFAインストラクター/柔道初段
- 出演が予定されていたミュージカル『フランケンシュタイン』（2017年1月、日生劇場）は、アクションの稽古中に左下腓骨骨折のけがをし、降板となった[2]。
- 体脂肪率が11.5%とかなりの筋肉質体型で、この数値には自身も驚いたよう。一般女性の体脂肪率はやせ型でも20〜25％と言われており、11.5％はボディービルダー並み。その後更に9％まで落ちたと公式ブログで報告。あまりに筋肉量が多いことにも悩みがあるようだとニュースになった[3]。
- Amebaのタレント応援団で2011年12月の月間順位が、1位当時AKBの前田敦子、2位かんこ、3位当時AKB大島優子であった。

## 出演

### 音楽番組
- きよしとこの夜（NHK）
- NHK歌謡コンサート（NHK）
- NHK紅白歌合戦（NHK）

### テレビドラマ
- 水曜ミステリー9・鑑識特捜班・九条礼子〜骨を知る女〜3（2014年4月16日、テレビ東京） - 真嶋明日香 役
- トクボウ 警察庁特殊防犯課6話（2014年5月8日、読売テレビ） - 受付嬢 役
- マルホの女〜保険犯罪調査員〜7話（2014年5月30日、テレビ東京） - 井川ますみ 役
- 水曜ミステリー9・多摩南署たたき上げ刑事・近松丙吉12〜幻の男〜（2014年8月20日、テレビ東京）
- 匿名探偵7話（2014年8月22日、テレビ朝日） - 秘書 役
- 素敵な選TAXI 9話（2014年12月9日、フジテレビ） - 刑事 役
- 翳りゆく夏1話（2015年1月18日、WOWOW）
- 金曜プレミアム・西村京太郎サスペンス十津川捜査班10 十津川警部〜悪女〜（2016年7月29日、フジテレビ）
- 犯罪資料館 緋色冴子シリーズ赤い博物館（2016年8月29日、TBSテレビ） - 斉藤千秋 役
- 人形佐七捕物帳11話（2017年3月7日、BSジャパン） - 松鶴、竹翠、梅鶯 役    ※一人三役
- 月曜名作劇場 西村京太郎サスペンス十津川警部シリーズ4愛と裏切りの伯備線（2017年10月16日、TBSテレビ）
- 重要参考人探偵1話（2017年10月20日、テレビ朝日） - ウエイトレス 役
- 直撃！シンソウ坂上 西鉄バスジャック事件（2018年5月3日、フジテレビ） - バスから飛び降りる乗客 役
- 坂の途中の家（2019年5月11日、WOWOW） - 刑務官 役
- ドラマスペシャル微笑む人（2020年、テレビ朝日） - 仁藤抄子 役
- DCU 第3話（2022年1月30日、TBS）
- ガラパゴス （2023年2月6日・13日、NHK BSプレミアム / 2025年11月4日 - 25日、NHK）
- 大追跡〜警視庁SSBC強行犯係〜 第3話（2025年7月23日、テレビ朝日） - 小山奈津美 役[4]

### 映画
- 少女 （2016年、東映、三島有紀子監督） - ヘルパー 役
- 不能犯（2018年、ショウゲート、白石晃士監督） - 主婦 役、アクションスタッフ

### テレビショッピング
- ジュピターショップチャンネル（TV通販）

### Web
- アメスタプレミアム放送 かんこの『Can☆Can TV』（2013年 - 、AmebaStudio）

### 雑誌
- ArteMiss（2011年2月）
- ガレーシア4月号表紙（2012年4月）
- ミュージカル誌（2013年3月）

2012年ミュージカル・ベストテン 女優部門19位 
- きんとうん（2013年7月）

### 舞台
- 北島三郎特別公演（2006・2008年、新宿コマ劇場東京公演 / 御園座名古屋公演 / 梅田芸術劇場大阪公演 / 博多座博多公演）
- マッスルミュージカル（2007年4月21日 - 6月17日、マッスルシアター オープニング公演「Jungle」）
- 愛さずにはいられない〜I Can't Stop Loving You〜コロッケオンステージ（2008年5月2日 - 27日、新宿コマ劇場）
- 赤ひげ（2009年7月2日 - 7日、シアター1010） - 天野まさを 役
- タイム・フライズ（2010年2月18日 - 23日、シアター1010） - 海老原真梨 役
- 楽園（2010年4月28日 - 5月23日、前進座劇場 / ハウステンボス内ユトレヒトプラザ）
- ATM（2010年12月12日 - 20日、赤坂RED/THEATER） - 片岡秋奈 役
- ブロードウェイミュージカルライブ2011（2011年8月27日 - 28日、新国立劇場）
- 華麗なるミュージカル音楽の世界・ガラコンサート2012〜ヘンリー・マンシーニ＆ジュリー・アンドリュース〜（2012年1月28日 - 29日、国際フォーラム）
- PROMISES・PROMISES in Concert（2012年5月9日、新国立劇場）
- パルレVOL.3（2012年8月22日 - 27日、三越劇場） - 主演 ソ・ナヨン 役
- アイスクリームマン（2012年9月25日 - 30日、TACCS1179） - 林田 役
- ロミオとジュリエットの喜劇!?（2013年7月26日 - 28日、曳舟文化センター） - 青年期タマキ 役
- 孫悟空（2013年12月 - 1月、三越劇場） - 三蔵法師 役
- マリオネット（2014年5月28日 - 6月2日、六行会ホール） - フローラ 役
- Kiss Me You〜がんばったシンプー達へ〜（2014年9月3日 - 14日、キンケロシアター） - 津田晴恵 役
- 天使猫（2014年10月 - 11月、シアタートラム、他全国各地）
- 天国のシャボン玉ホリデー（2015年3月27日 - 29日、三越劇場）
- ブレイン・ストーム（2015年5月21日 - 24日、六行会ホール） - 黄色いドレスの女 役
- ブロードウェイミュージカルライブ2015（2015年8月28日 - 30日、新国立劇場）
- 宮本武蔵外伝〜我が宿敵は女子高生成り〜（2016年3月18日 - 21日、三越劇場） - 主演 小野通 役
- 三銃士（2016年8月6日 - 8日、日生劇場）
- 万華の宴（2016年8月25日 - 26日、伝承ホール）
- 魔獣ドナークロニクル（2016年9月28日 - 10月2日、六行会ホール） - コートニー 役
- 花・虞美人（2017年3月26日 - 4月23日、TBS赤坂ACTシアター / 愛知県芸術劇場 / 森ノ宮ピロティホール）
- ニッキー（2017年8月24日 - 27日、IMAホール） - スージー 役
- 孫悟空（2017年12月23日 - 27日、三越劇場） - 三蔵法師 役
- 春秋会男組Vol.5（2018年3月24日 - 27日、三越劇場） - 佐々木十次郎 役
- ニッキー（2018年8月23日 - 26日、IMAホール） - スージー 役
- Famiglia!（2019年4月12日 - 14日、三越劇場） - 主演 ルーシー 役
- PINO（2020年3月25日 - 29日、新宿シアターモリエール） -  ナーナ 役
- 陰陽おとぎ草子(2021年7月8日 - 11日、池袋シアターグリーン) - 琥珀 役
- ラストダンスは私に～岩谷時子生誕105年記念～(2021年8月27日 - 9月2日、ニッショーホール) - 語り手 役
- すずらん通りの青い鳥(2023年11月1日 - 11月5日、六行会ホール) - ジュリア 役
- 音楽朗読劇また君に恋してる(2024年3月23日、まほろ座MACHIDA) - 城戸雪枝役 役
- おっ母ちゃん(2024年5月10日 - 5月12日、築地ブティストホール) - 主演 高原千代の 役
- アイ・ハヴ・ア・ドリーム(2024年10月2日 - 10月6日、六行会ホール) - フィリス 役
- おっ母ちゃん(2025年5月10日 - 5月11日、扇町ミュージアムキューブ) - 主演 高原千代の 役

## 活動
- ウェディングモデル
- 着物モデル
- リクルート進学ネット
- ヤクルトパワーアップガールズ
- 『スポーツ・オブ・ハート2013』